# Pombinha-do-guadiana
A pombinha-do-guadiana (Linaria pseudamethystea) é uma planta com flor do sudoeste da Península Ibérica; colhida pela primeira vez em 1847, era classificada na espécie Linaria amethystea mas em 2023 foi identificada como uma espécie diferente.